# Mélanie Freymond
Pour les articles homonymes, voir Freymond.
Mélanie Freymond est présentatrice à la télévision suisse romande née le 27 octobre 1977 à Pompaples.

## Biographie
Née le 27 octobre 1977 à Pompaples, d’une mère professeure d’école enfantine de nationalité belge et d’un père architecte suisse, Mélanie Freymond devient à 20 ans hôtesse de l'air chez Swissair, après un an aux États-Unis en tant que fille au pair pour perfectionner son anglais et quelques mois à l’Université de Lausanne. Après moins de trois ans à travailler pour la compagnie aérienne suisse, elle retourne sur les bancs de l’université, à Fribourg dans le but de devenir journaliste, d’où elle sort diplômé en journalisme et en sociologie des médias, et trouve en parallèle un poste d’animatrice pour une émission de jeunesse à la Télévision suisse romande, avant de devenir speakerine sur cette même chaîne entre 2003 et 2008. Dans le même temps, elle commence une carrière à la radio, d’abord par des flashs infos sur One FM, puis en animant la matinale de Rouge FM. En 2007, elle est engagée pour animer l’élection de Mister Suisse, lui ouvrant les portes de la Suisse alémanique.
En 2014, elle participe à la matinale de LFM, avant de tenir, en 2017, une chronique sur Radio Lac et anime, à cette période, des émissions sur Rouge TV.
Durant quelques années, elle partage sa vie avec Léonard Thurre, un ancien footballeur avec qui elle donne naissance à un enfant prénommé Maxence le 27 mai 2012,.